# Muko-jima
Muko-jima (jap. 聟島, wörtlich: „Bräutigam-Insel“) ist die Hauptinsel der japanischen Mukojima-Inseln (聟島列島, Mukojima-rettō), der kleinsten und nördlichsten Inselgruppe im Archipel Ogasawara-guntō (früher: Bonininseln). Administrativ gehört die Insel zur Gemeinde Ogasawara in der Präfektur Tokio.

## Geographie
Die Insel liegt im Zentrum der Inselgruppe, rund 70 km nördlich von Chichi-jima in der benachbarten Gruppe der Chichijima-Inseln. Muko-jima hat eine Fläche von 2,56 km² und erreicht im Daisen (大山, dt. „großer Berg“) eine Höhe von rund 88 m über dem Meer. Mukō-jima war bis zum Zweiten Weltkrieg bewohnt und hatte 46 Einwohner. Auf der Insel herrscht ein subtropisches Klima.

## Flora und Fauna
Vor der Insel liegen artenreiche Korallenriffe und in den Gewässern leben unter anderem Delfine (Indopazifische Große Tümmler) und Grüne Meeresschildkröten (Chelonia mydas mydas). Auf Muko-jima und den anderen Inseln der Mukojima-Inseln ist die endemische Insektenart Chlorophorus kusamai verbreitet. Die Insel ist Teil des Ogasawara-Nationalparks.

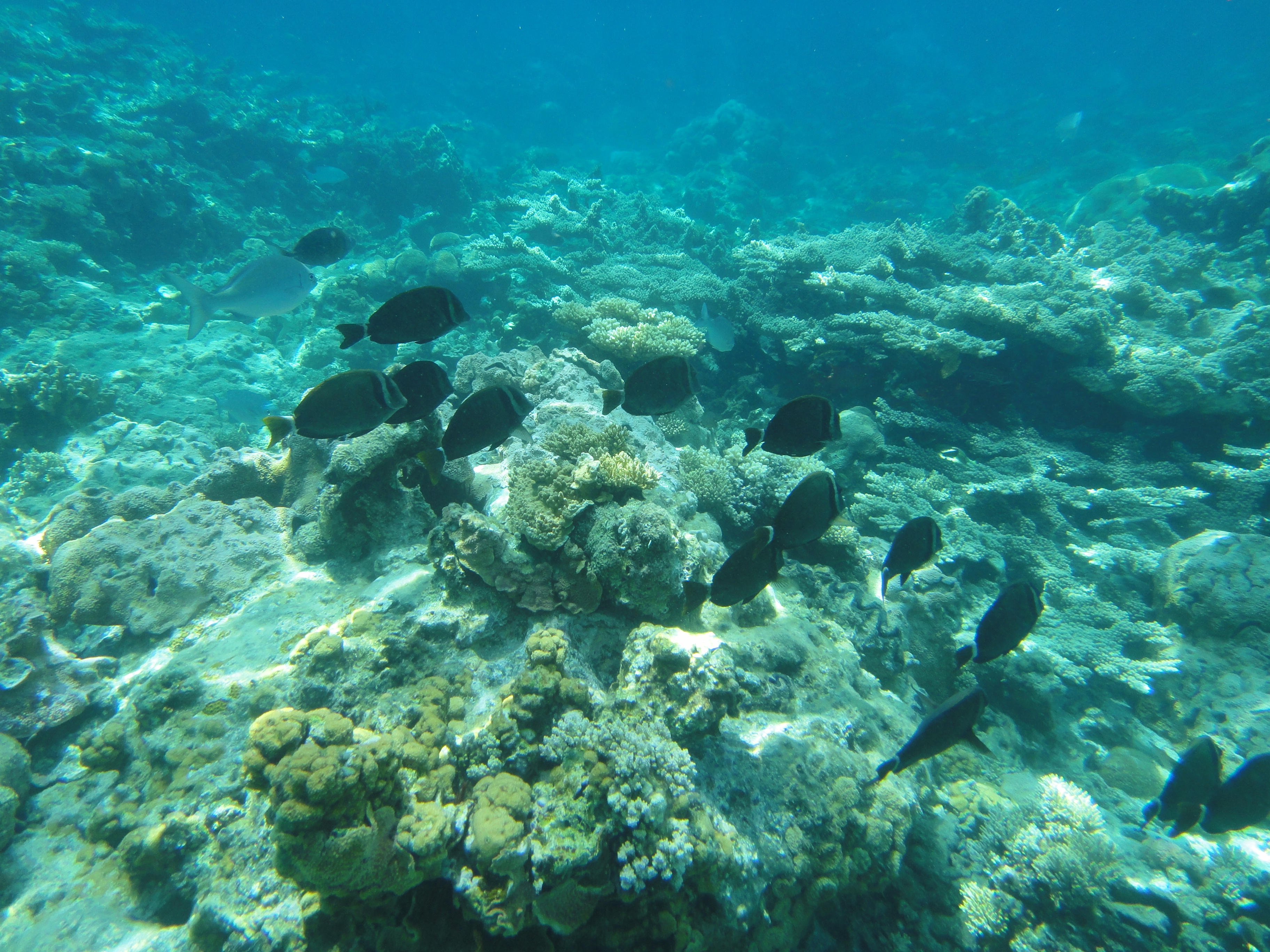
Korallenriff vor der Insel
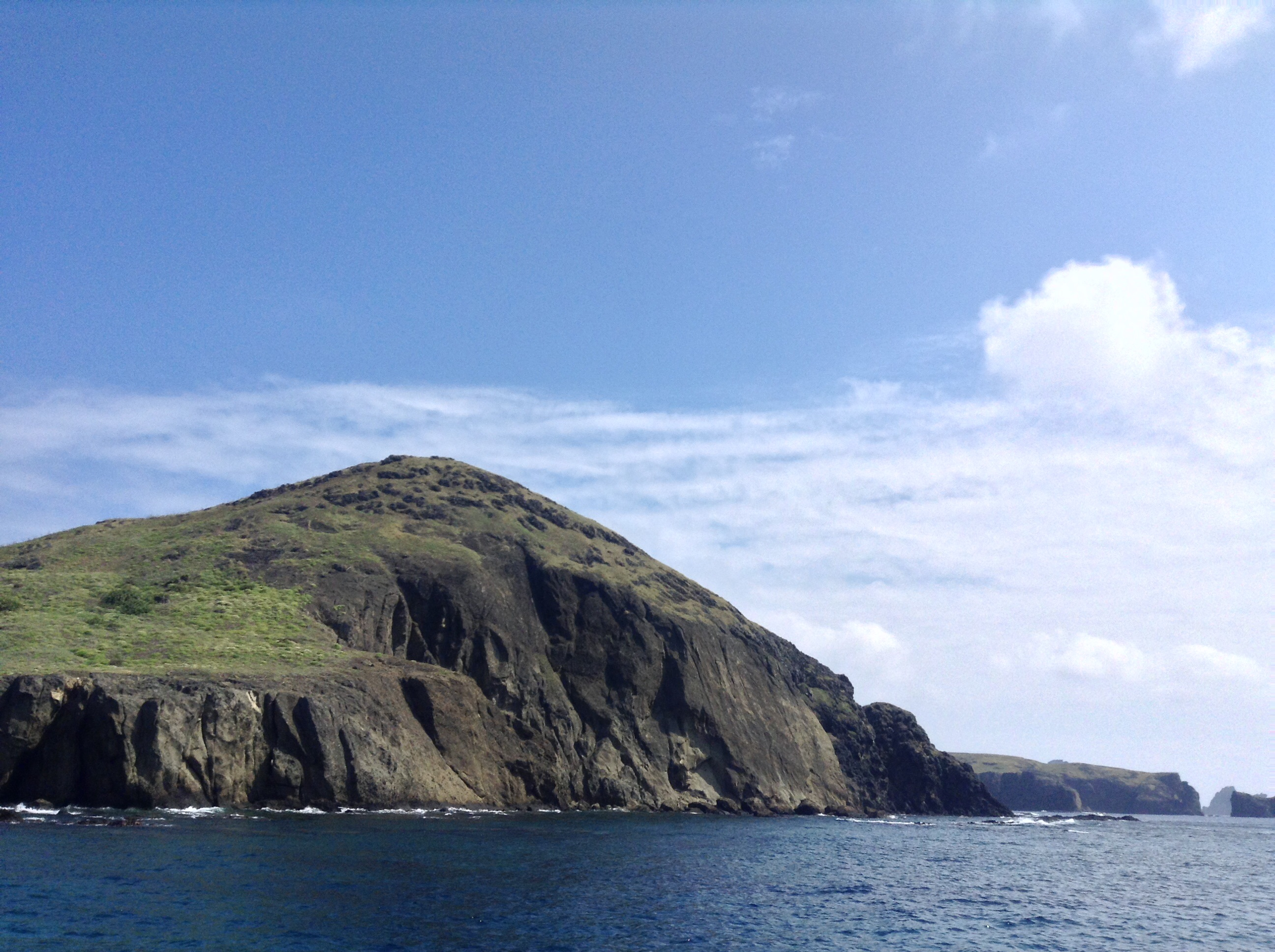
Küste von Muko-jima
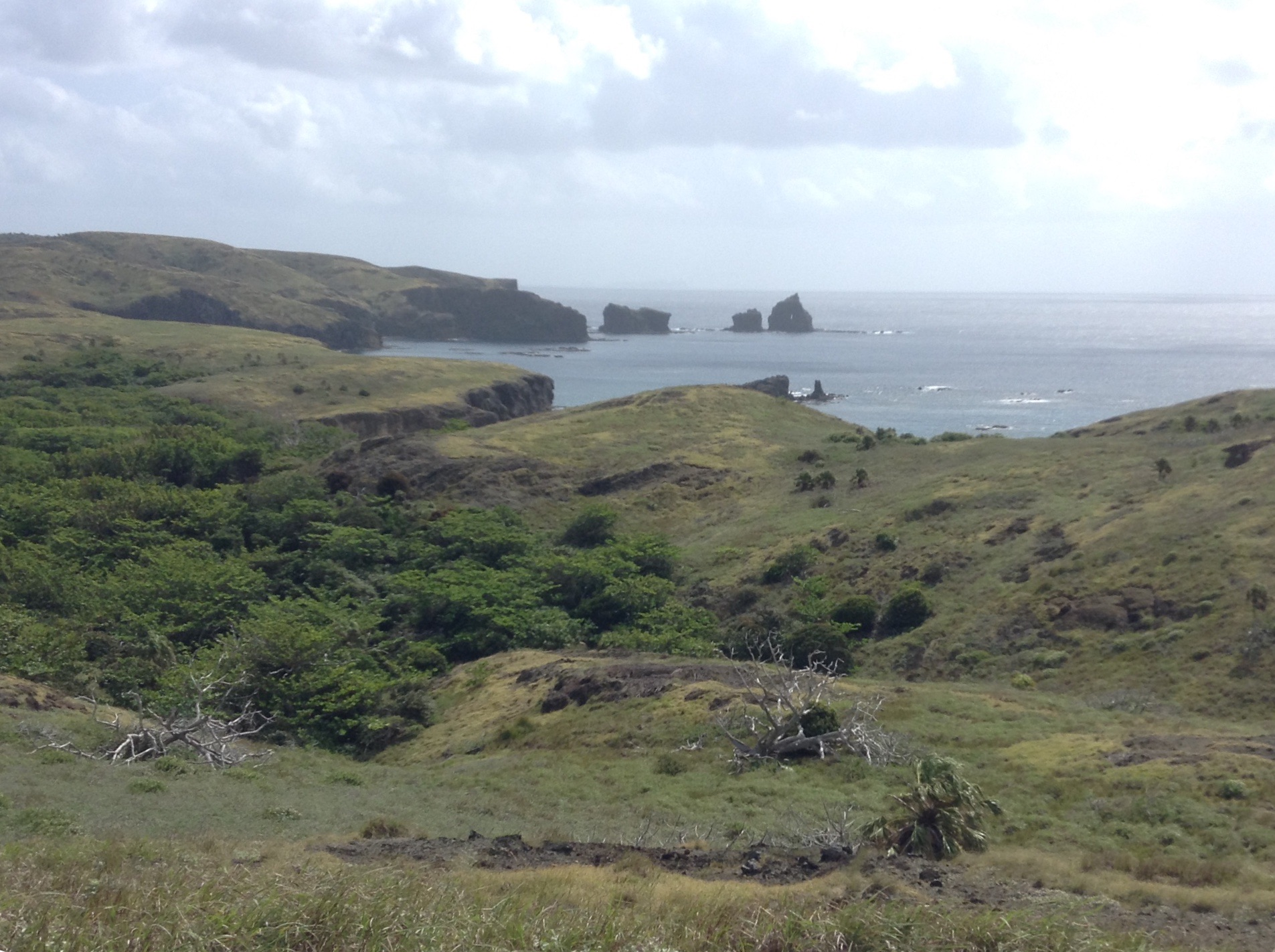
Landschaft auf Muko-jima